# Primaquin
Primaquin ist ein Arzneistoff, der zur Bekämpfung und zur Nachbehandlung von Malaria, speziell der Malaria tertiana, geeignet ist.
Es wurde 1946 entwickelt und ist besonders gut gegen die extraerythrozytären Parasitenstadien wirksam, speziell bei Plasmodium vivax. Die Interaktion von Primaquin mit der Doppelstrang-DNA der Plasmodien führt zu einer Proteinbiosynthesehemmung. Die Einnahme ist auf 2 Wochen beschränkt. Nebenwirkungen sind sehr selten, bei Glucose-6-phosphat-Dehydrogenase-Mangel (G6PD-Mangel) jedoch gravierend. Des Weiteren kann die Einnahme von Primaquin zu Anämie oder Kopfschmerzen führen.
Der Wirkstoff ist unter den Handelsnamen A-PQ® NL, und Primaquine® CDN zugelassen (Stand: Oktober 2009).

## Nebenwirkungen
Während des Korea-Krieges fiel auf, dass Afroamerikaner unter den Soldaten auf das Malariamittel Primaquin häufiger mit einem Abbau der roten Blutkörperchen (Hämolyse) reagierten. Nach dem Krieg wurde als Ursache hierfür ein Defekt des Enzyms Glucose-6-phosphat-Dehydrogenase erkannt. Es stellte sich ebenfalls heraus, dass auch Menschen aus dem Mittelmeergebiet betroffen sein können. Zudem sind schwere Nebenwirkungen durch eine Wechselwirkung mit Grapefruit bekannt.